# IC 1427
IC 1427 ist eine elliptische Galaxie vom Hubble-Typ E im Sternbild Pegasus am Nordsternhimmel. Sie ist schätzungsweise 357 Millionen Lichtjahre von der Milchstraße entfernt.
Das Objekt wurde am 14. September 1866 von Truman Henry Safford entdeckt.